# Cassiano Araújo

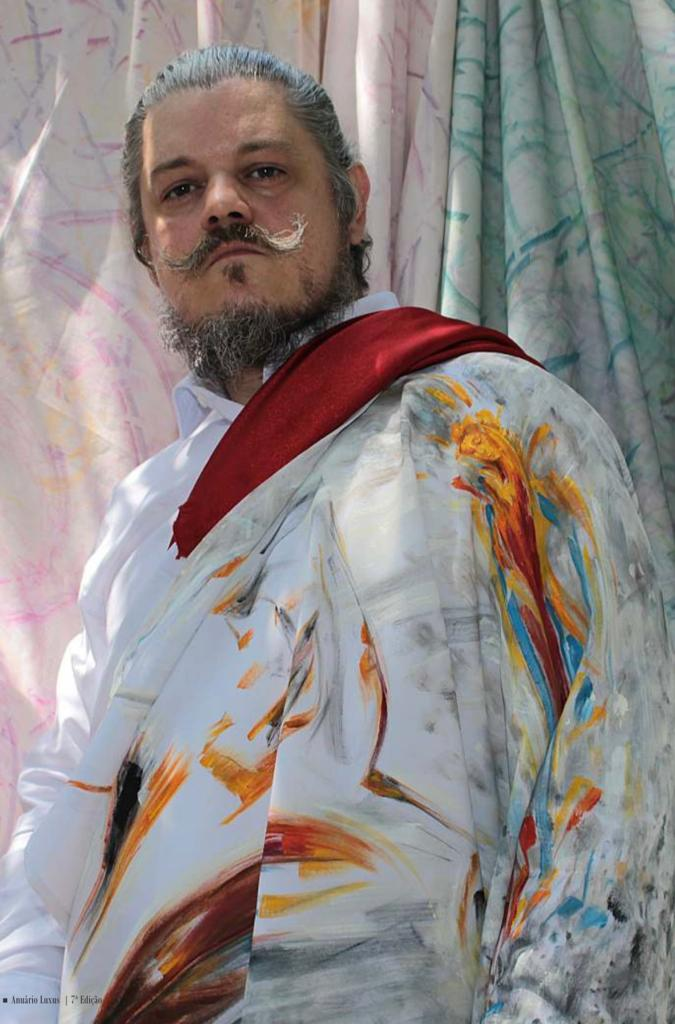
Cassiano Araújo, foto: Francisco Santiago

Cassiano Araújo dos Santos (Garibaldi, 2 de outubro de 1975) é um pintor, desenhista e produtor cultural brasileiro.  

## Primeiros anos
Cassiano viveu sua infância em Caçapava do Sul e mudou para Porto Alegre, onde morou até 1992. Em São Paulo, Cassiano ingressou na Faculdade Belas Artes (1996), estudando também História da Arte no Museu de Arte de São Paulo (de 1997 a 1998). Cassiano estudou pintura com o Diretor da Pinacoteca de Nanning, Wei Zhe.

## Carreira artística
Em 1999, Cassiano inaugurou sua própria galeria de arte e, desde então, expôs internacionalmente em Buenos Aires, Miami, Nanning, Stuttgart e ainda Bruxelas, onde sua obra representa o Brasil na sede da União Europeia.
Além disso, suas criações têm sido exibidas em importantes instituições, como o Museu da Imagem e do Som (MIS), o Museu Brasileiro de Escultura e Ecologia (MUBE) e o Museu de Arte Sacra (MAS), todos em São Paulo, bem como em espaços institucionais, como no TJDFT (Brasília), na ALESP (São Paulo) e na Confederação Sul-Americana de Futebol (Assunção).
Cassiano Araujo fez a doação da obra "Nossa Senhora Conquistadora" à Arquidiocese da Santíssima Assunção, em uma cerimônia na Catedral Metropolitana de Assunção. A obra retrata figuras como São Roque González de Santacruz e tem como mensagem a união através da fé e a defesa dos povos indígenas da América Latina. Uma contribuição significativa para fortalecer as relações bilaterais e culturais entre Brasil e Paraguai.

### Temas
Os trabalhos de Cassiano Araújo possuem uma forte temática católica, retratando igrejas, santos e figuras religiosas importantes. Além disso, sua obra inclui temas humanitários, como a crise de refugiados, a pandemia, a guerra e a situação dos indígenas.  Quando sua exposição PAX XXI chegou ao Memorial TJDFT, Cassiano incluiu pinturas retratando ministros, desembargadores e magistrados.

### Exposições[3]
- Clube Hebraica (São Paulo, 2016)
- Museu da Imagem e do Som (São Paulo, 2016)
- Teatro Sérgio Cardoso (São Paulo, 2017)
- Abertura do Festival Sul-Americano de Cultura Árabe (São Paulo, 2017)
- Clube Paineira do Morumbi (São Paulo, 2018)
- São Paulo Design Weekend (2018)
- Série PAX XXI (ALESP, IFSP, TJDFT, STJ, 2018-2019)
- II Exposição Nacional de Artes Plásticas (Brasília, 2019)
- "Dos Santos", Museu de Arte Sacra (São Paulo, 2023)